# Выбывшая
«Выбывшая» (англ. The Dropout) — американский драматический мини-сериал, основанный на подкасте Ребекки Джарвис The Dropout. Премьера состоялась 3 марта 2022 года на Hulu. Сериал получил положительные отзывы критиков и был номинирован на шесть премий «Эмми», включая «Лучший мини-сериал» и «Лучшую женскую роль в мини-сериале или фильме», победив в последней.

## Сюжет
Сериал рассказывает о взлёте и падении Элизабет Холмс и её компании Theranos. В сериале затрагиваются события, которые, вероятно, послужили причиной обмана и лжи Холмс, начиная с подросткового возраста и вплоть до её разоблачения как мошенницы.

## В ролях

### Основной состав
- Аманда Сейфрид — Элизабет Холмс
- Навин Эндрюс — Санни Балвани[англ.]

### Второстепенный состав и приглашённые актёры
- Уильям Мэйси — Ричард Фьюз
- Лори Меткалф — Филлис Гарднер
- Элизабет Марвел — Ноэль Холмс
- Майкл Гилл — Крис Холмс
- Уткарш Амбудкар — Ракеш Мадхава
- Кейт Бертон — Рошель Гиббонс
- Стивен Фрай — Иэн Гиббонс
- Билл Ирвин — Ченнинг Робертсон
- Сэм Уотерстон — Джордж Шульц
- Энн Арчер — Шарлотт Шульц
- Дилан Миннетт — Тайлер Шульц
- Мэри Линн Райскаб — Лорейн Фьюз
- Эбон Мосс-Бакрак — Джон Карейру
- Майкл Айронсайд — Дон Лукас
- Алан Рак — Джей Розен

## Производство и релиз
Проект был объявлен 10 апреля 2019 года, когда стриминговый сервис Hulu заказал телесериал из 6 или 10 эпизодов. Продюсировать сериал будет киностудия Searchlight Television. Аманды Сейфрид получила главную роль и выступит в качестве продюсера, в то время как Элизабет Мериуэзер, Лиз Хелденс, Лиз Ханна и Кэтрин Поуп станут исполнительными продюсерами. 31 марта 2021 года Майкл Шоуолтер и Джордана Моллик присоединились к сериалу в качестве исполнительных продюсеров. Ожидается, что Шоуолтер станет режиссёром нескольких эпизодов.
Первоначально Кейт Маккиннон должна была исполнить главную роль — Элизабет Холмс, бывшего генерального директора компании Theranos. 18 февраля 2021 года Маккиннон покинула проект. 29 марта 2021 года Аманда Сейфрид пришла на смену Маккиннон. Через день к основному составу присоединился Навин Эндрюс. 10 июня 2021 года второстепенные роли в сериале получили Уильям Мэйси, Лори Меткалф, Элизабет Марвел, Уткарш Амбудкар, Кейт Бертон, Стивен Фрай, Майкл Айронсайд, Билл Ирвин. 3 августа 2021 года Дилан Миннетт, Алан Рак, Мэри Линн Райскаб и Эндрю Лидз также получили роли в сериале.
Премьера сериала состоялась 3 марта 2022 года, первые три эпизода стали доступны сразу, а остальные транслировались еженедельно на Hulu. На международных рынках сериал был выпущен на Disney +.

## Критика
На сайте Rotten Tomatoes фильм имеет рейтинг 89 % основанный на 88 отзывах, со средней оценкой 7.4/10. Консенсус критиков гласит: «Сериал удался скорее как документальная драма, чем чёрная комедия, но тревожный образ Элизабет Холмс в исполнении Аманды Сейфрид привносит свежую кровь в пересказ недавней истории».
Кэролайн Фрамке из Variety нашла мини-сериал очень впечатляющим за его реалистичный портрет Элизабет Холмс, похвалила игру актёров, особенно Аманды Сейфрид и Навина Эндрюса, и пишет, что сериал умело справляется с освещением жизни Холмс на протяжении многих лет, безупречно подбирая эпизоды из её жизни. Дэниел Фиенберг из The Hollywood Reporter высоко оценил игру Сейфрид, похвалил актёров второго плана, отметил, как мини-сериалу удается изобразить Холмс и различные аспекты её личности, и счёл характеристику окружения Холмс лучшей чертой сериала. Алан Сепинволл из Rolling Stone поставил сериалу оценку 5 из 5 звезд и назвал его «безумным, захватывающим и временами поразительно смешным воссозданием истории, которая казалась бы слишком абсурдной, чтобы быть правдой, если бы мы не знали обратного».